# حجر القمر
حجر القمر (بالإنجليزية: Moonstone)‏ هو حجر كريم، وهو أحد أنواع الفلسبار، وتركيبه الكيميائي يتكون من سيليكات الألومنيوم وعنصر البوتاسيوم، وهو ذو لمعان لؤلؤى، يعزى إلى تداخل الضوء المنعكس على شوائب دقيقة من معدن الألبيت بداخله. وبرغم رخاوته ووضوح تشققه فهو يعتبر من الأحجار الكريمة بالنسبة إلى لمعانه اللؤلؤى، وموطنه سريلانكا وميانمار ومدغشقر وسويسرا.

## التسمية
الاسم مشتق من تأثيراته البصرية، حيث اللمعان والتلاعب اللوني الناتج عن الحيود داخل بنية متناهية الصغر المتكونة من طبقات منتظمة (صفائح) من أنواع الفلسبار القلوي المختلف (الأرثوكلاز و البلاجيوكليز الغني بالصوديوم).

## المراجع

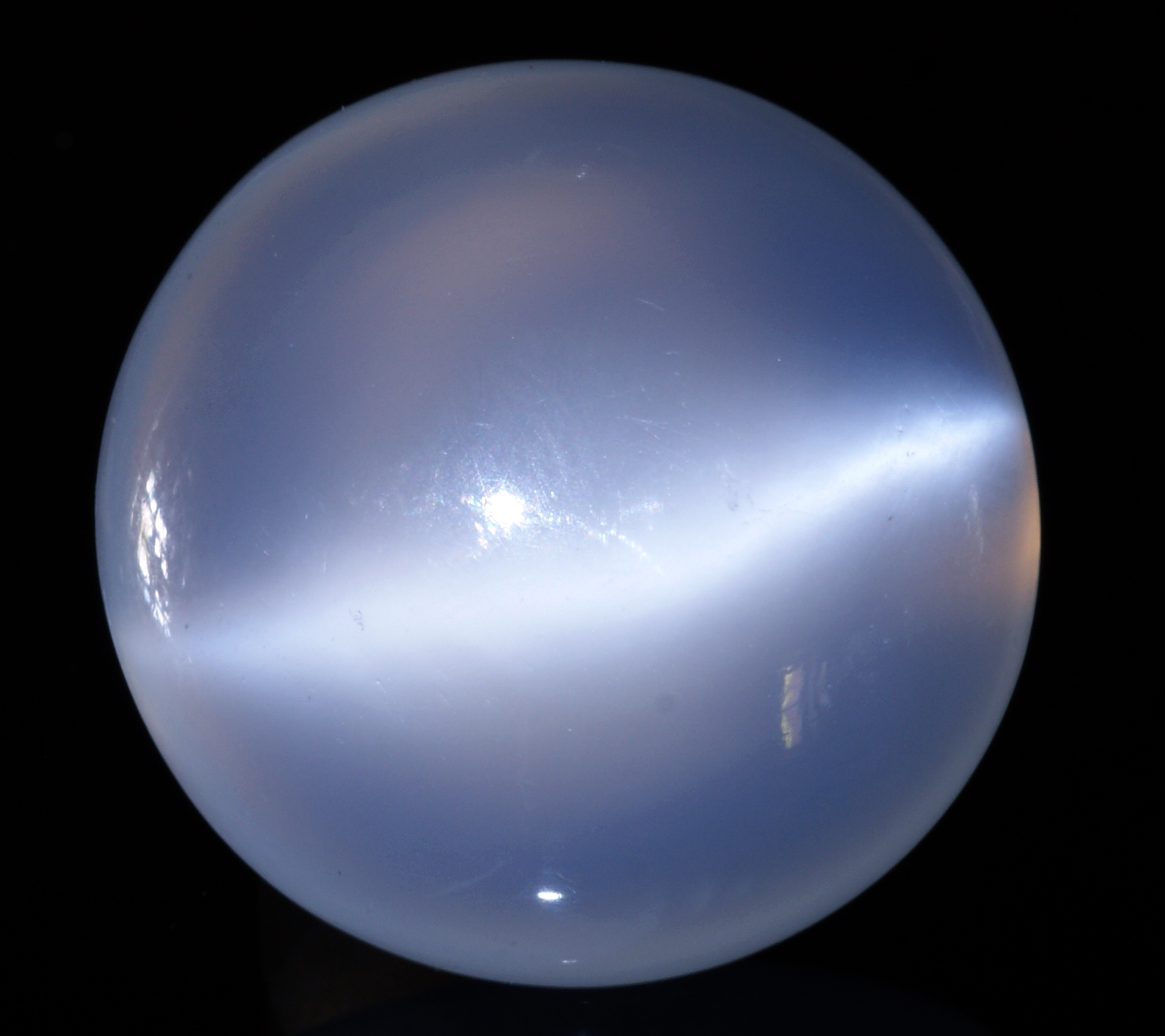
حجر القمر